# Escola de Pastors i Pastores de Catalunya
L'Escola de Pastors i Pastores de Catalunya, també anomenada Escola de Pastors de Catalunya, és un centre educatiu ubicat a Rialb.
Va ser fundada el 2008 com un projecte educatiu que pretenia presentar a les noves generacions de pastors un model de ramaderia diferent del que s'havia ensenyat fins aleshores a Catalunya. A l'inici, es van prendre com a models l'escola de pastors d'Astúries als Picos de Europa i les escoles oficials del País Basc, Artzai Eskola i l'escola de pastors d'Iparralde.
El seu model educatiu, basat en l'agroecologia, s'ha consolidat a partir de l'experiència. Això ha afermat un nou model de pagesia al país, pel qual el centre va ser reconegut amb un Premi FPCAT de la Generalitat el 2022.
Disposen d'experts de cada àmbit per a impartir les classes teòriques, cosa que permet a l'alumnat entrar en contacte amb els professionals del sector amb qui interactuaran en la vida laboral. Igualment, les pràctiques són en finques en actiu de pagesos que col·laboren amb l'escola de fa temps, que comparteixen el coneixement amb els estudiants i els cedeixen responsabilitats per a proporcionar-los experiència i autonomia.
El centre participa en diversos projectes nacionals i internacionals i cada any s'incorporen novetats a la formació amb els aprenentatges que s'obtenen d'altres experiències o entitats, com ara el Pyrpastum, projecte amb l'objectiu principal de promoure l'ocupació agrícola i l'aprofitament de l'espai pastoral transfronterer, així com dignificar l'ofici de pastor i ramader o el projecte Fireshepherds, que tracta la gestió del paisatge i la prevenció d'incendis forestals. L'objectiu és crear un mòdul formatiu per capacitar als pastors i pastores per dur a terme la seva activitat en zones amb risc d'incendi de manera indicada per a reduir el combustible
En aquest sentit, la formació està en permanent revisió i canvi, que canvia en funció de les valoracions de l'alumnat, les aportacions de formadors i formadores i la mateixa experiència de l'entitat.